# Matthew Shirvington
Matthew Shirvington (Australia, 25 de octubre de 1978) es un atleta australiano, especialista en la prueba de 4 x 100 m, en la que llegó a ser medallista de bronce mundial en 2001.

## Carrera deportiva
En el Mundial de Edmonton 2001 ganó la medalla de bronce en los relevos 4 x 100 metros, con un tiempo de 38.83 segundos, por detrás de Sudáfrica y Trinidad y Tobago, siendo sus compañeros de equipo: Adam Basil, Paul Di Bella y Steve Brimacombe.